# باولو سانتوس (لاعب كرة قدم برازيلي)
باولو سانتوس (بالبرتغالية: Paulo Santos‏) (14 أبريل 1960 ببورتو أليغري في البرازيل - ) هو لاعب كرة قدم برازيلي في مركز الهجوم، شارك في الألعاب الأولمبية الصيفية 1984. ولعب مع نادي إنترناسيونال.

## وصلات خارجية
- باولو سانتوس على موقع الاتحاد الدولي (مؤرشف)  (الإنجليزية)
- باولو سانتوس على موقع قاعدة بيانات كرة القدم.إي يو (الإنجليزية)
- باولو سانتوس على موقع أوليمبيديا (الإنجليزية)
- باولو سانتوس على موقع اللجنة الأولمبية البرازيلية (البرتغالية)